# NGC 1216
NGC 1216 è una galassia lenticolare situata nella costellazione dell'Eridano, a una distanza di circa 250 milioni di anni luce dalla nostra Via Lattea.

## Scoperta
La galassia è stata scoperta nel 1886 dall'astronomo statunitense Ormond Stone.

## Hickson Compact Group 23
Assieme a NGC 1214, NGC 1215 e PGC 11673, NGC 1215 forma un Hickson Compact Group, dove è registrata con il codice HCG 23C.